# Гайдар Марія Луківна
Марі́я Лукі́вна Гайда́р, до шлюбу Фа́стова (нар. 28 вересня 1920 — 18 вересня 2011) — передовиця сільського господарства Української РСР, ланкова колгоспу імені Паризької комуни Семенівського району Полтавської області, Герой Соціалістичної Праці (19.03.1947). Депутатка Верховної Ради СРСР 7-го скликання (1966—1970). Депутатка Верховної Ради Української РСР 2—5-го скликань (1947—1963).

## Життєпис
Народилася в селі Малі Липняги Хорольського повіту Полтавської губернії (тепер — Семенівський район Полтавської області) в селянській родині. Здобула початкову освіту в 1933 році.
Трудову діяльність розпочала у 1935 році в колгоспі імені Паризької комуни села Малі Липняги Семенівського району. У 1938 році вступила в комсомол і очолила ланку з вирощування цукрових буряків.
У роки німецько-радянської війни у 1941—1943 роках перебувала на тимчасово окупованій території, працювала на господарських роботах. Чоловік загинув на фронті 1943 року.
Починаючи з 1944 року очолювана нею ланка в колгоспі імені Паризької комуни Семенівського району щорічно збирала великі врожаї цукрового буряку, за що неодноразово була учасницею Всесоюзної сільськогосподарської виставки (ВСГВ) в Москві, де нагороджувалась золотими, срібними та бронзовими медалями. Член ВКП(б) з 1948 року.
З 1951 року очолювала ланку в укрупненому колгоспі імені Карла Маркса села Великі Липняги Семенівського району Полтавської області. У 1960—1966 роках заочно здобула середню освіту в Семенівській районній загальноосвітній заочній середній школі.
У 1971—1975 роках — голова виконавчого комітету Липнягівської сільської ради депутатів трудящих Семенівського району Полтавської області.
Обиралась делегаткою XXII з'їзду КПРС (1961), XXVIII (1954), XX (1959), XXII (1961) з'їздів КПУ, III Всесоюзного з'їзду колгоспників (1969).
З 1975 року — на пенсії. Згодом переїхала у Вінницьку область.

## Нагороди
Указом Президії Верховної Ради СРСР від 19 березня 1947 року за отримання у 1946 році високих врожаїв цукрового буряку (630 центнерів з гектару на площі 6,6 га) Фастовій Марії Луківні присвоєне звання Героя Соціалістичної Праці з врученням ордена Леніна (№ 61487) і золотої медалі «Серп і Молот» (№ 289).
Нагороджена двома орденами Леніна (19.03.1947, 23.06.1949), орденами Трудового Червоного Прапора (26.02.1958), «Знак Пошани» (30.04.1966) і медалями, в тому числі «За доблесну працю у Великій Вітчизняній війні 1941—1945 років» та «За трудову доблесть» (8.04.1971).